# Antennarius duescus
Antennarius duescus är en fiskart som beskrevs av Snyder, 1904. Antennarius duescus ingår i släktet Antennarius och familjen Antennariidae. Inga underarter finns listade i Catalogue of Life.